# Flavigny-sur-Ozerain
Flavigny-sur-Ozerain [flaviɲi syʁ ozʁɛ̃] ist eine französische Gemeinde mit 274 Einwohnern (Stand 1. Januar 2022) im Département Côte-d’Or und der Region Bourgogne-Franche-Comté (Bourgogne). Sie gehört zum Arrondissement Montbard und zum Kanton Montbard. Der mittelalterliche Ort ist als eines der Plus beaux villages de France (Schönste Dörfer Frankreichs) klassifiziert.

## Geografie
Flavigny-sur-Ozerain liegt etwa sechs Kilometer östlich des Canal de Bourgogne auf einem Hügel über dem Tal des Ozerain und ist 61,6 km von Dijon entfernt.

## Geschichte
Die erste schriftliche Erwähnung des Dorfes Flavigny erfolgte in der lateinischen Form seines Namens, Flaviniacum, im Kartular (oder Charta) der Benediktinerabtei, die 719 von einem gewissen Widerard an diesem Ort gegründet wurde. In der Mitte des 9. Jahrhunderts wurden die Reliquien der Heiligen Regina als Reaktion auf die immer häufigeren Wikingerüberfälle aus der nahe gelegenen Stadt Alise nach Flavigny gebracht, in der Hoffnung, dass sie in einem befestigten Ort besser geschützt werden könnten. Die Reliquien verblieben bis heute in Flavigny, auch wenn sie jedes Jahr im Herbst nach Alise zurückkehren, um dort Anfang September das Fest der Heiligen zu feiern.
Die Stadt war im Mittelalter wohlhabend und beherbergte eine große Anzahl von Pilgern, die sowohl die Reliquien der Heiligen Regina besuchten als auch auf dem Weg nach Santiago de Compostela waren. Im 10. Jahrhundert war die Abtei zu einer Stadt herangewachsen, die neben der Abteikirche (die dem heiligen Petrus geweiht war) auch eine Pfarrkirche besaß, die dem heiligen Genest geweiht war. Im 12. und 13. Jahrhundert wurden umfangreiche Befestigungsanlagen um die Stadt errichtet. Große Teile dieser Mauern umgeben das Dorf noch heute, darunter die Porte du Val mit einem inneren Tor aus dem 13. Jahrhundert und einem äußeren Tor aus dem 16. Jahrhundert sowie die Porte du Bourg aus dem 15. Trotz dieser Befestigungen wurde Flavigny während des Hundertjährigen Krieges von den Engländern eingenommen und besetzt.
Im Jahr 1632 wurde das Ursulinenkloster von Flavigny gegründet, und zu Beginn des 18. Jahrhunderts wurde eine neue Residenz für den Abt von Flavigny errichtet. Zu der Zeit war die Abtei jedoch bereits vernachlässigt und wurde von einem Laien geführt, der mit der Stadt wenig zu tun hatte. Zur Zeit der Französischen Revolution lebten hier vielleicht fünf Mönche. Die Abteikirche war wahrscheinlich bereits eine Ruine, auch wenn die örtliche Überlieferung besagt, dass sie durch die Revolutionäre beschädigt wurde. Die Pfarrkirche St. Genest überstand die Revolution mehr oder weniger unversehrt.
Im 21. Jahrhundert leben in Flavigny das ganze Jahr über weniger als 400 Einwohner, obwohl diese Zahl im Sommer aufgrund der zahlreichen Ausländer (Briten, Schweizer, Amerikaner, Australier, Deutsche), die im Dorf Sommerhäuser haben, steigt.

## Bevölkerungsentwicklung
| Jahr                       | 1962 | 1968 | 1975 | 1982 | 1990 | 1999 | 2006 | 2016 |
| Einwohner                  | 591  | 437  | 385  | 435  | 411  | 341  | 330  | 301  |
| Quellen: Cassini und INSEE |      |      |      |      |      |      |      |      |

## Sehenswürdigkeiten
Die Häuser und die befestigten Tore stammen zum großen Teil aus dem 13. Jahrhundert, gleichfalls die Kirche Saint-Genest.
In der ehemaligen Benediktiner-Abtei Saint-Pierre mit der Krypta aus der Karolinger-Epoche wurden seit 874 die Reliquien der Heiligen Regina aufbewahrt, die später nach Alise-Sainte-Reine überführt wurden. In der Abtei befindet sich eine Manufaktur, in der die berühmten Anis de Flavigny-Bonbons hergestellt werden. Die Krypta kann ganztägig kostenlos besichtigt werden.

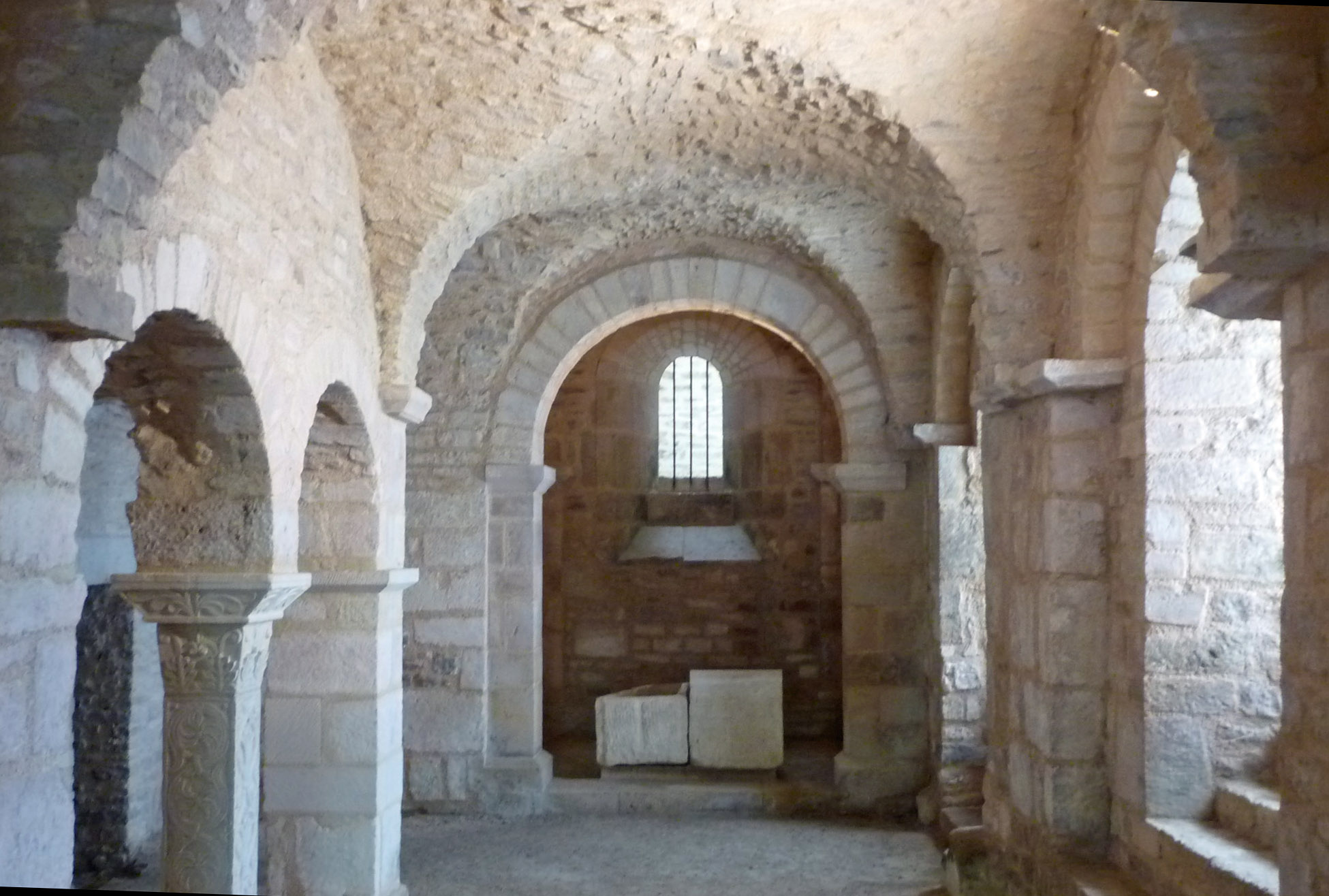
Karolingische Krypta in der ehemaligen Benediktiner-Abtei
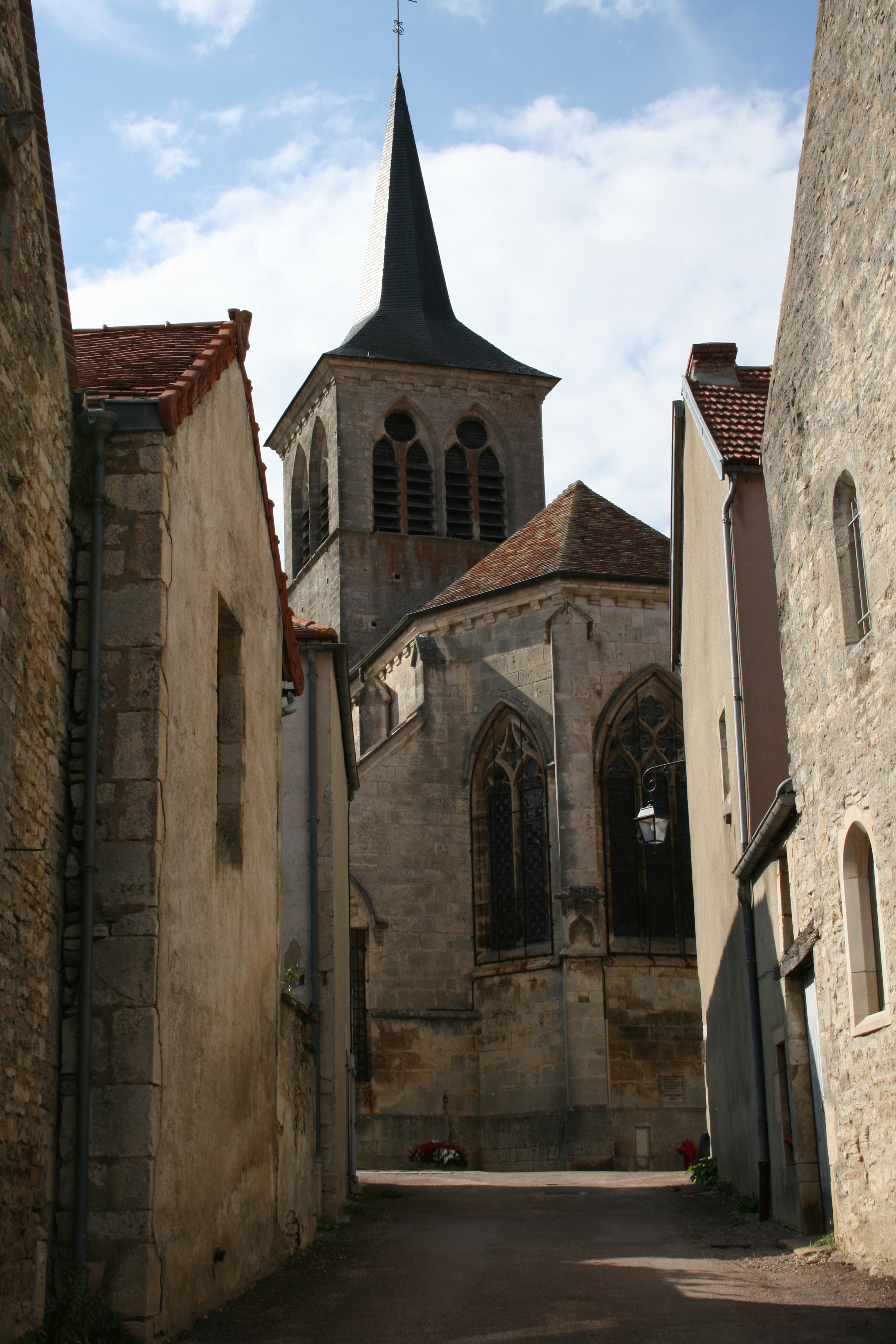
Kirche Saint-Genest mit typischem „Burgunderdach“
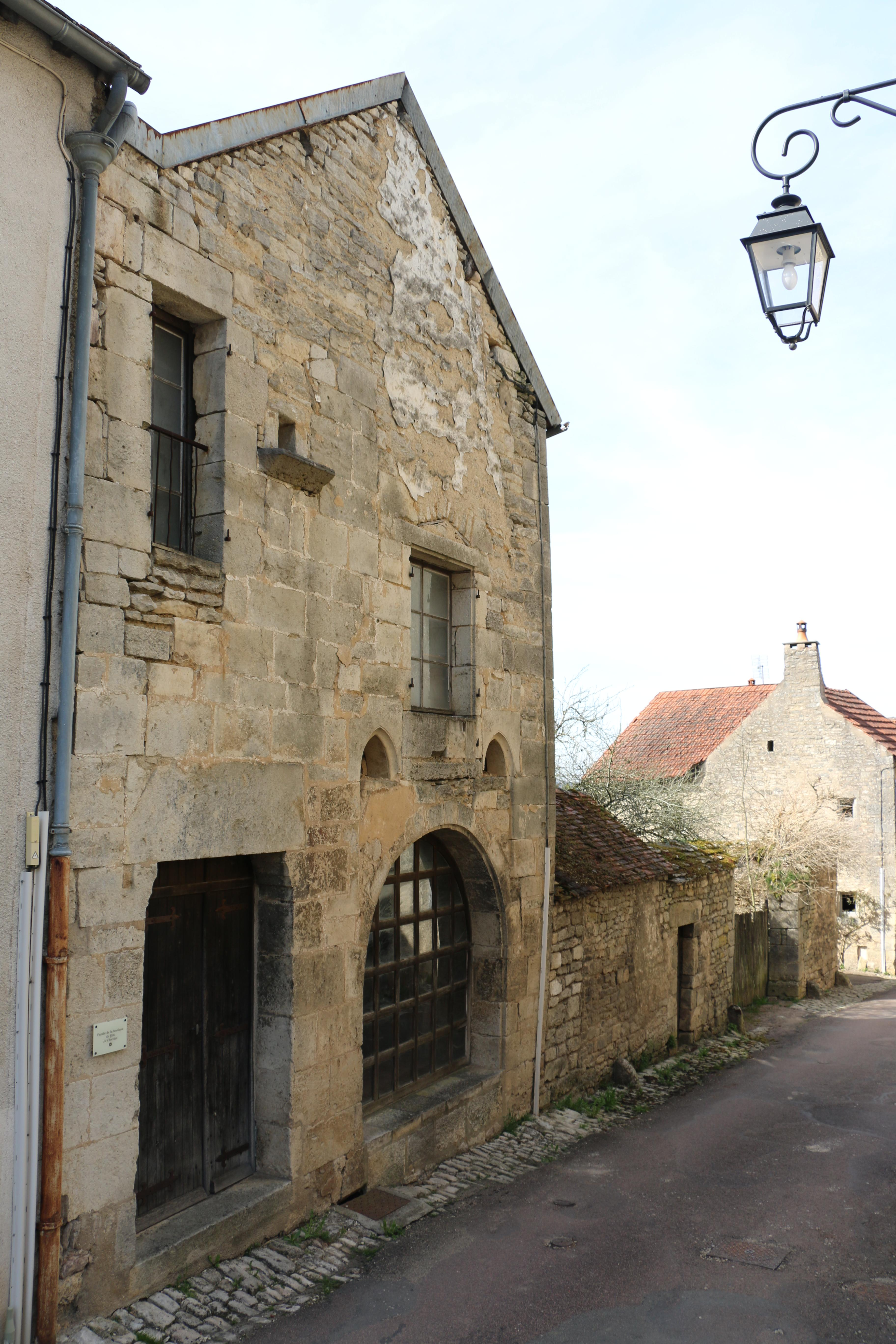
Haus in der Rue du Four, Kulisse für den Film Chocolat

## Sonstiges

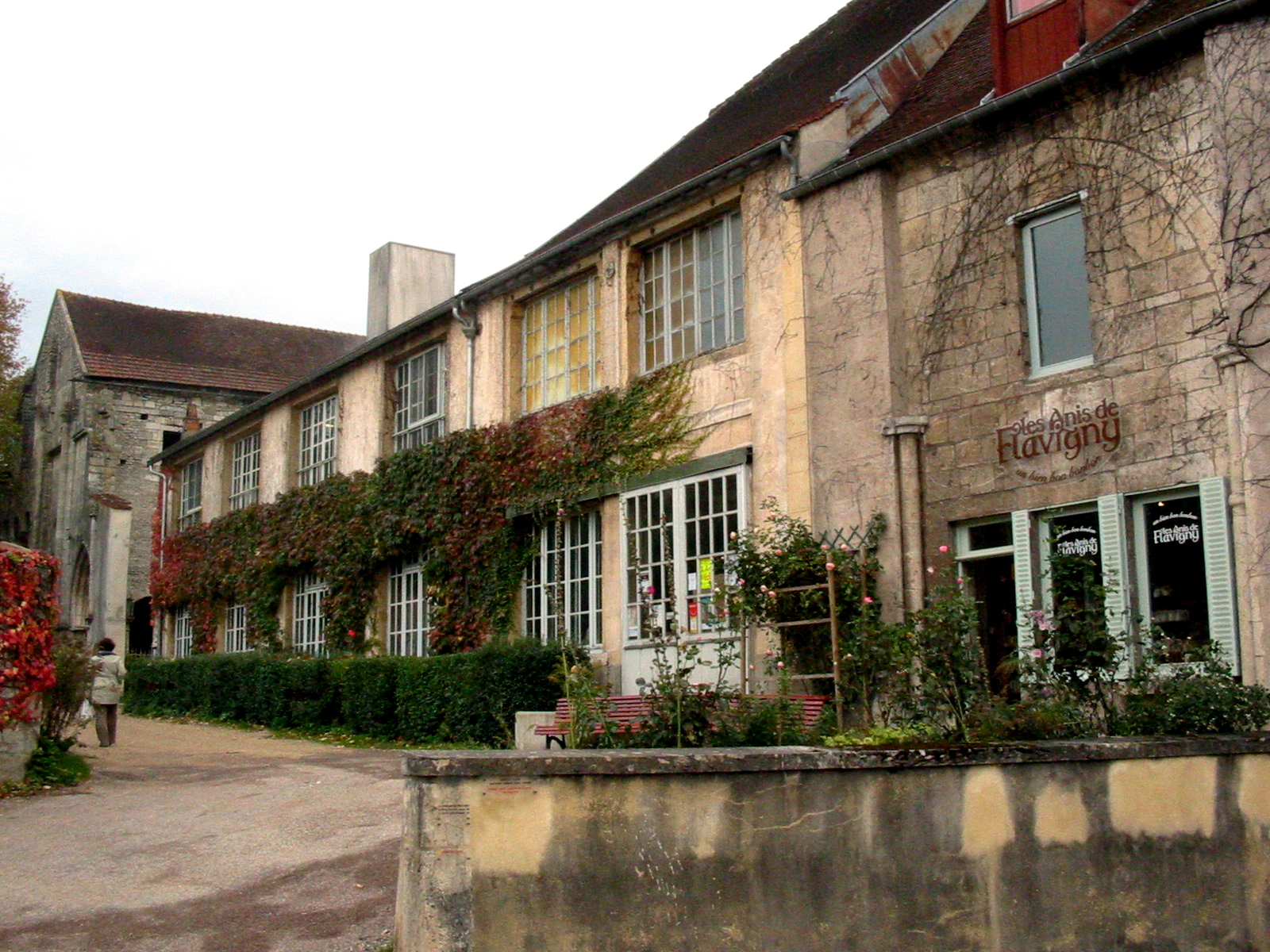
Anisbonbonfabrik Anis de Flavigny (2006)

- Flavigny verfügt über eine bekannte Fabrik, die Anisbonbons herstellt. Unverwechselbar dabei ist, dass jedes der Bonbons einen Kern aus echtem Anis besitzt. Mit einer aufwändigen Technik wird der Aniskern stundenlang in einer Trommel mit der Bonbonmasse zusammengeführt. Dies funktioniert, indem die Masse unter Einsatz starker Luftzufuhr allmählich wie Schneeflocken weiter um das Anis heranwächst. Die Fabrik kann vormittags kostenlos besichtigt werden.
- Im Ort befindet sich ein Priesterseminar der Priesterbruderschaft St. Pius X.
- Der Ort beherbergt sodann seit 1976 ein neues Benediktinerkloster, die Abbaye Saint-Joseph de Clairval, das 1992 durch den Heiligen Stuhl zur Abtei erhoben wurde.
- Flavigny liegt am Jakobsweg nach Vézelay.
- Das Dorf diente im Jahre 2000 als Kulisse für den Kinofilm Chocolat mit Juliette Binoche und Johnny Depp.